# أبوليناريا بانفيلوفا
أبوليناريا سيرجيفنا بانفيلوفا (بالروسية: Аполлинария Сергеевна Панфилова) هي راقصة جليد روسية ولدت في يوم 23 يناير 2003 في بيرم. أبرز إنجازاتها كان فوزها بالميدالية الذهبية الألعاب الأولمبية الشتوية للشباب 2020 في باريس بجانب شريكها دميتري ريلوف.